# VK
VK (amb alfabet llatí, VKontakte, però provinent del rus: ВКонтакте) és una xarxa social equivalent al servei Orkut (comprat i fusionat amb Google+) a Rússia i, segons Alexa Internet (dades del 2013), és la tercera pàgina web més visitada a Ucraïna i Belarús, la segona més visitada a la Federació de Rússia, per tant, és la xarxa social més popular a l'Europa de l'est amb 33 milions d'usuaris diaris. Al món, el lloc web aconsegueix de ser el 25è més visitat.

## Història

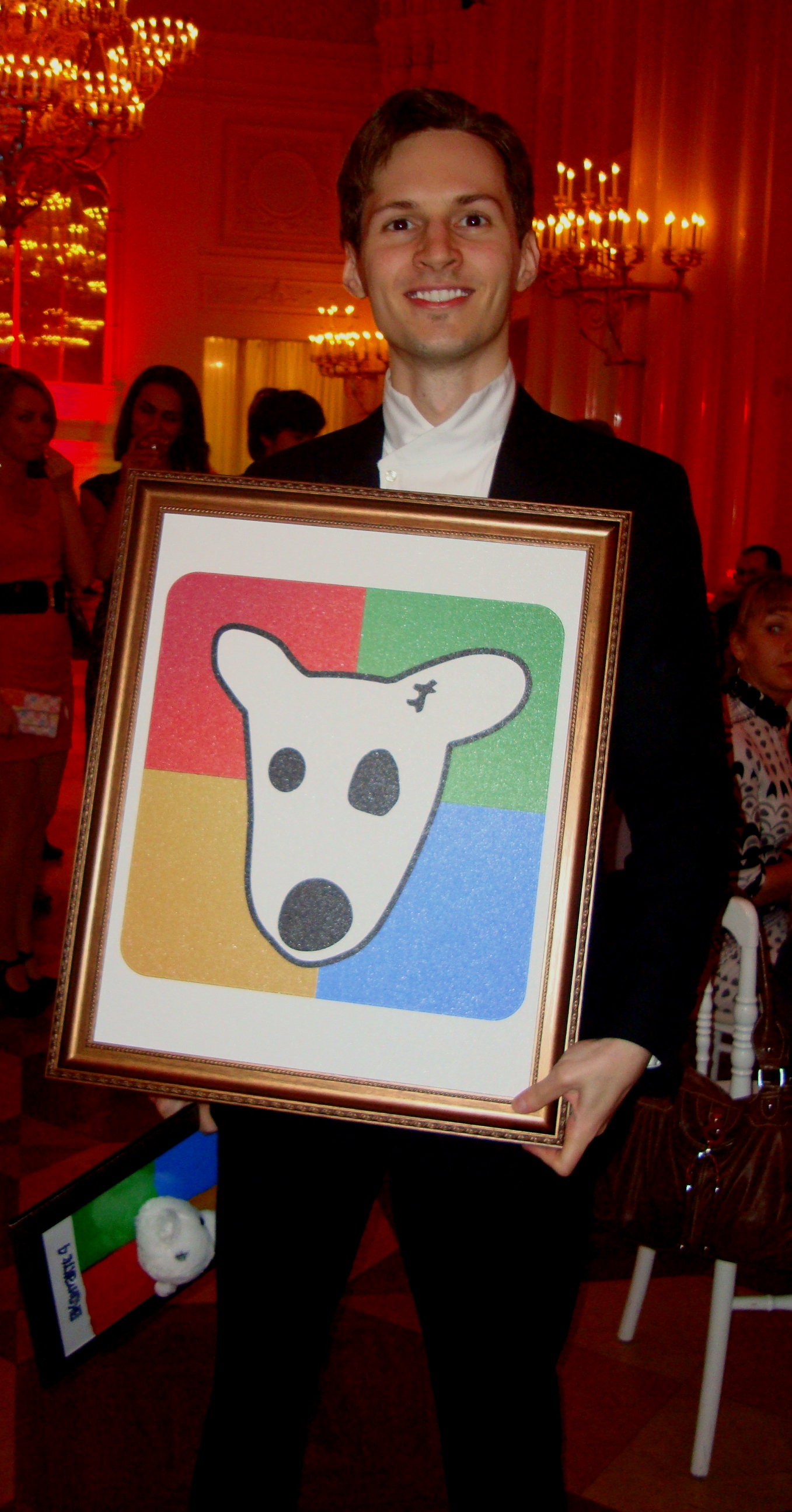
Pavel Durov, fundador del VK, al seu 26è aniversari

Es tracta d'una xarxa social força popular als països de parla russa com Rússia, Ucraïna, Kazakhstan, Moldàvia i Belarús. Tanmateix, cada vegada està agafant més protagonisme a occident gràcies al canvi de domini “.com”. Vkontakte té un perfil força similar a Facebook encara que alguns usuaris consideren que VK és força més modern i estètic que no pas l'americà. La seva utilitat és força similar a Facebook, on els usuaris poden bescanviar missatges de manera pública o privada, compartir fotos, etiquetar, crear grups, esdeveniments i compartir àudio i vídeo. La xarxa social russa ofereix també de poder mirar pel·lícules des de la mateixa pàgina. A final del desembre de 2013 VK tenia més de 195 milions de comptes registrats i segons el portal estatístic Alexa ocupava el 25è lloc de 500 –la segona web més visitada a Rússia. Només durant el mateix mes aquesta xarxa social tenia aproximadament 43 milions d'usuaris connectats al dia.

### Pavel Durov
El responsable d'aquest Facebook a la russa es diu Pavel Durov i va llançar la versió beta l'any 2006 just després d'haver-se graduat a la Universitat Estatal de Sant Petersburg. Primerament sota el domini ".ru". Facebook i VK no són tan similars com ho sembla. A VK no hi podia accedir pas tothom. De fet, per obrir-se’n un compte s'havia de ser universitari i rebre una invitació d'algú que ja hi fos per tal de poder-hi accedir. Ara per ara, ja no hi ha tants requisits per a ser membre d'aquesta comunitat social, emperò només hom ho pot fer si disposa d'un telèfon mòbil, ja que envien en aquest un codi de “seguretat” que s'ha d'introduir a l'hora de registrar-s'hi. Al febrer del 2007 però, ja hi havia més de 100.000 persones registrades i ja era considerada la segona xarxa social més utilitzada a Rússia. Alguns mesos després, al mes de juliol, VK ja tenia fins a un milió d'usuaris actius i a l'abril del 2008, ja disposava de 10 milions. Arribà així a ser un rival en potència de l'altra xarxa social estel, en els països de parla russa, l'Odnoklassniki. El juliol del 2015 Paval Durov decideix de fer competència a Instagram estrenant l'aplicació Snapster.

### Popularitat
La xarxa social russa Vkontakte s'ha fet força popular a occident amb les notícies dels atemptats de Boston i per via de Djohar Tsarnaev, un dels responsables de l'atemptat. Tsarnaev, que disposava d'una pàgina en aquesta xarxa social, on guardava informació personal va passar llavors a ser de domini públic i fins i tot es pogué comprovar com els perfils falsos a altres xarxes socials com Twitter i Facebook es multiplicaven. També la seva popularitat es veié més reforçada amb l'obertura d'un compte per part del cèlebre actor de films, Tom Cruise, al març del 2013, qualificant així la xarxa: "sou increïbles". D'igual manera que amb Facebook, la xarxa també seria utilitzada per l'islam radical per a fer-hi propaganda.

## Llibertat i seguretat
Mitjans de comunicació francesos denunciaven l'any 2011 que aquesta xarxa social no acaba de controlar allò que s'hi publica. De fet, l'empresa voldria que el lloc web fos d'utilitat a tothom, deixant la porta oberta a una verdadera comunitat lliure d'expressar i publicar allò que li plagui. El problema, però, és que els mitjans francesos hi denuncien l'entrada de vídeos pornogràfics, amb la possibilitat de mirar-ne en directe.
El fundador va anunciar el dimarts 22 d'abril del 2014 que abandonava Rússia per tensions amb les autoritats del país. Segons el periòdic The Huffington Post, Rússia vivia en aquest mes una particular tensió vistes les restriccions que exercia el govern de Vladímir Putin sobre els internautes. El motiu, però, de l'abandó és perquè el creador de VKontakte no està disposat a lliurar al FSB (sigles del servei d'espionatge rus, hereter del KGB) les dades personals dels organitzacions del grup Euromaidan qui, aparentment eren membres de la xarxa social, i que són coneguts per les protestes pro Unió Europea molt actives i mediàticament molt difoses arreu del món.